# Friedrich von Arnstedt
Friedrich von Arnstedt (* 1548; † 22. Februar 1608 in Magdeburg) war ein deutscher Domherr.

## Leben und Wirken
Er stammte aus dem Adelsgeschlecht von Arnstedt, war der Sohn von Henning von Arnstedt († 1566) und wurde Domherr der Erzbischöflichen Kirche in Magdeburg. Er wurde am 6. März 1608 feierlich im Dom von Magdeburg beigesetzt. Die dabei vom Domprediger Philip Han gehaltene Leichenpredigt erschien in Druck.
Der Domherr und Vizedominus des Hochstifts Halberstadt, Hieronymus Brand von Arnstedt (* 1595; † 25. Oktober 1636 in Braunschweig), war sein Sohn.